# Combretum sanjappae
Combretum sanjappae är en tvåhjärtbladig växtart som beskrevs av Tapas Chakrabarty och Lakra. Combretum sanjappae ingår i släktet Combretum och familjen Combretaceae. Inga underarter finns listade i Catalogue of Life.